# Prisión Central de Vladímir
La Prisión Central de Vladímir (en ruso: Владимирский централ) es una cárcel para delincuentes peligrosos en Vladímir, una ciudad de Rusia, a unos 100 kilómetros al noreste de la capital, la ciudad de Moscú. Fue establecida en 1783. La mayoría de los condenados están cumpliendo un mínimo de 10 años, y algunos son encarcelados de por vida. Esta prisión es la más grande de Rusia.
De acuerdo con la Orden N.º 00279/00108/72сс del ministerio del Interior (MVD), ministerio de la Seguridad del Estado (MGB) y el fiscal general de la URSS del 16 de marzo de 1948, la prisión de Vladímir pasó a formar parte de los campos de trabajo y prisiones del Gulag. Antes de la disolución de la Unión Soviética, el complejo sirvió como una prisión para los presos políticos del régimen soviético.
Algunos prisioneros de la Prisión Central de Vladímir:
- Vladímir Bukovski
- Yuli Daniel
- Vasili Dzhugashvili (hijo de Iósif Stalin)
- Nahum Eitingon
- Mijaíl Frunze
- Francis Gary Powers
- Lidia Ruslánova
- Natán Sharanski
- Pável Sudoplátov
- Grigori Mairanovski